# Brailovo
Brailovo (makedonska: Браилово) är en ort i Nordmakedonien. Den ligger i kommunen Dolneni, i den centrala delen av landet, 60 kilometer söder om huvudstaden Skopje. Brailovo ligger 663 meter över havet och antalet invånare är 436.